# Republic Records
Republic Records – американський лейбл звукозапису, що діє як підрозділ Universal Music Group.

## Артисти
Серед відомих артистів: Аріана Гранде, Nickelback, Ліл Уейн, Дрейк, Нікі Мінаж, Бен Ховард, Колбі Кейллат, Джей Шон, Pop Smoke,  Ісу Narco, Ейкон, Келлі Роуленд, 3 Doors Down, Tyga, Godsmack, Owl City, The Weeknd , Post Malone, Stray Kids, Twice та Ski Mask The Slump God.